# Marshall (Illinois)
Pour les articles homonymes, voir Marshall.
La ville de Marshall est le siège du comté de Clark, dans l'Illinois, aux États-Unis.